# 1790 en philosophie
Chronologie de la philosophie
- 1786
- 1787
- 1788
- 1789
- 1790
- 1791
- 1792
- 1793
- 1794

L’année 1790 a été marquée, en philosophie, par les événements suivants :

## Publications
- Emmanuel Kant, Critique de la faculté de juger.

- Jacques-Henri Meister : Des premiers principes du système social appliqués à la révolution présente, Nice, Paris, Guerbart, 1790.

- Antoine-Jacques Roustan : Abrégé de l'histoire universelle, Desray, 1790 (lire en ligne)

- Publié par Mary Wollstonecraft comme une réponse à Reflections on the Revolution in France qu'Edmund Burke écrit en 1790 pour défendre la monarchie constitutionnelle britannique, l'aristocratie et l'Église d'Angleterre, A Vindication of the Rights of Men s'attaque à l'aristocratie et plaide pour le républicanisme. Cet ouvrage inaugure une guerre pamphlétaire qui sera connue sous le nom de Controverse révolutionnaire (en anglais Revolution Controversy), au sein de laquelle Rights of Man de Thomas Paine devient le cri de ralliement des réformateurs et des radicaux.

## Décès
- 7 juillet à La Haye : François Hemsterhuis est un écrivain et philosophe néerlandais, né le 27 décembre 1721 à Franeker. Il s’est particulièrement intéressé à l’esthétique et à la philosophie morale.